# Mikhaïl Promtov
 Mikhaïl Nikolaïevitch Promtov (en russe : Михаи́л Никола́евич Про́мтов), né le 12 juin 1857 et mort en 1951, est un général russe qui combattit durant la Première Guerre mondiale avec l'Armée impériale russe.

## Biographie
En 1874, il étudie à l'école militaire de Poltava et à l'école d'artillerie des officiers. Il participe à la guerre russo-turque de 1877-1878. En décembre 1878, il est promu lieutenant. En 1883, il est promu capitaine. En 1899, il est nommé commandant de la 6e batterie de la 26e brigade d'artillerie. En 1904 dans la guerre russo-japonaise dont la bataille de Liaoyang. En 1905 il est promu colonel. De 1907 à 1910, il commande la 3e division de la 30e brigade d'artillerie.
En 1914, lors de la Première Guerre mondiale, il commande la 32e brigade d'artillerie. Le 2 novembre 1914, il est nommé commandant de la 82e division d'infanterie, sa division se bat durant le siège de Przemyśl. Le 14 février 1915, il est promu lieutenant-général. Sa division participe à offensive Broussilov de 1916. En avril 1917, il commande le 23e corps d'armée. Il commande la 11e armée (Empire russe) du 9 septembre au 1er décembre 1917.
En décembre 1917 le comité militaire révolutionnaire le retire de ses fonctions de commandant de l'armée.
En 1918, il rejoint l'armée volontaire du général Anton Dénikine. En 1919, il commande le 2e corps d'armée et défend Odessa. Après l'évacuation de l'armée blanche vers Constantinople, il déménage en Yougoslavie et travaille pour le ministère de la défense. Il est mort à Belgrade en 1950 ou 1951.